# Flickorna de små
Flickorna de små är en sång och ringlek. Sången publicerades i första delen av Sånglekar från Nääs  som utkom 1905. Sångtexten ansluter direkt till sångens funktion som ringlek.

## Inspelningar
En tidig inspelning gjordes av Fröken Colling i Stockholm i maj 1925, och skivan kom i januari 1926.

### Fotnoter
1. ↑  Palm Anders, Stenström Johan, red (1999). Barnens svenska sångbok. Stockholm: Bonnier. Libris 8345222. ISBN 91-0-057050-8 (inb.)
2. ↑  ”Svensk mediedatabas”. http://smdb.kb.se/catalog/id/000097914. Läst 17 augusti 2011.